# Río del Oro (Bahía San Felipe)
El río del Oro es un curso de agua natural que fluye en la Región de Magallanes y desemboca entre la Primera Angostura y la Segunda Angostura de la ribera sur del estrecho de Magallanes.
A veces es llamado río de Oro, otras río Oro y otras veces se usa el nombre de su curso superior, río Serrano.

## Trayecto
Nace cerca de Bahía Inútil, pero fluye hacia el norte hasta desembocar en la ribera sur del estrecho de Magallanes.
Cerca de su origen están el lago Inés y el lago Baquedano. Sin embargo, en el mapa IGM aparecen sin conexión a río alguno.

## Caudal y régimen
El río tiene su origen en la zona montañosa del cordón Baquedano, lo que asegura los flujos permanentes durante el año, si bien menos abundantes en el verano.: 133 

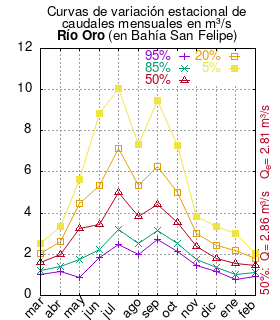
Curvas de variación estacional del río del Oro en la desembocadura en bahía San Felipe.

El caudal del río (en un lugar fijo) varía en el tiempo, por lo que existen varias formas de representarlo. Una de ellas son las curvas de variación estacional que, tras largos periodos de mediciones, predicen estadísticamente el caudal mínimo que lleva el río con una probabilidad dada, llamada probabilidad de excedencia. La curva de color rojo ocre (con {\displaystyle {\color {Red}\vartriangle }}) muestra los caudales mensuales con probabilidad de excedencia de un 50%. Esto quiere decir que ese mes se han medido igual cantidad de caudales mayores que caudales menores a esa cantidad. Eso es la mediana (estadística), que se denota Qe, de la serie de caudales de ese mes. La media (estadística) es el promedio matemático de los caudales de ese mes y se denota {\displaystyle {\overline {Q}}}. 
Una vez calculados para cada mes, ambos valores son calculados para todo el año y pueden ser leídos en la columna vertical al lado derecho del diagrama. El significado de la probabilidad de excedencia del 5% es que, estadísticamente, el caudal es mayor solo una vez cada 20 años, el de 10% una vez cada 10 años, el de 20% una vez cada 5 años, el de 85% quince veces cada 16 años y la de 95% diecisiete veces cada 18 años. Dicho de otra forma, el 5% es el caudal de años extremadamente lluviosos, el 95% es el caudal de años extremadamente secos. De la estación de las crecidas puede deducirse si el caudal depende de las lluvias (mayo-julio) o del derretimiento de las nieves (septiembre-enero).

## Historia
Luis Risopatrón lo describe en su Diccionario Jeográfico de Chile:: 608 
Oro (Río del). Es de largo curso i lenta corriente, baña un amplio i pastoso valle, en el que se ha comprobado la existencia de mantoscarboníferos i donde las capas arcillosas con piedras sueltas, descansan sobre arenoscas i afluye del S a la bahía de San Felipe del estrecho de Magallanes; en sus arenas se encuentra oro mezclado con granates i pocas piritas de fierro.